# Alderton (Northamptonshire)
Alderton – wieś w Anglii, w hrabstwie Northamptonshire, w dystrykcie (unitary authority) West Northamptonshire. Leży 14 km na południe od miasta Northampton i 87 km na północny zachód od Londynu. W 2001 miejscowość liczyła 248 mieszkańców.